# Інтернет-час
Інтерне́т-час (англ. Swatch Internet Time) — одна із концепцій альтернативної системи відліку часу доби, що запропонована у рамках рекламної кампанії швейцарською компанією-виробником годинників Swatch.
Концепція базується на тому, що доба поділена на 1000 «бітів», кожне з яких триває 1 хвилину і 26,4 секунди. Символ інтернет-часу — @. Таким чином, початок доби — 00:00:00 — позначається @000, а кінець — 23:59:59 — @999. Сторонніми розробниками була запропонована дрібніша одиниця — сантибиття, яка рівна 864 мілісекундам.
На планеті інтернет-доба починається в один і той же час. За точку відліку прийнято меридіан швейцарського міста Бьєль (UTC +01:00, літній час не використовується), у якому знаходиться штаб-квартира компанії Swatch. За словами творців концепції, інтернет-час не замінює, а доповнює звичайний час, що змінюється з часовим поясам й відлічується за Гринвічем.
Таким чином, як вважають автори концепції, встановлення стандартів робочого часу в Інтернеті може призвести до спрощення організації подій, таких як інтернет-конференції або зустрічі друзів в мережі.
У більшості операційних систем GNU/Linux ввімкнено підтримку відображення часу доби у форматі інтернет-часу.
Попри те, що Інтернет-час не став широко використовуваним стандартом, введення цієї концепції викликало певний інтерес і обговорення у галузі технологій. Його впровадження мало на меті спростити спілкування та узгодження часових рамок у світі, але ідея не знайшла великого застосування.